# Skatenat! Noa
Skatenat! Noa (Flipante Noa) è una serie televisiva spagnola creata da Eduardo Galdo.
La serie è stata annunciata da Disney Spagna ad agosto 2018 ed è iniziata ufficialmente il 29 settembre e terminata il 7 dicembre 2019 su Disney Channel in Spagna, mentre in Italia la serie è andata in onda dal 9 dicembre 2019 al 23 gennaio 2020 su Disney Channel.

## Trama
Noa, cresciuta in Antartide, sogna da sempre di essere una skater professionista e una volta arrivata in Spagna decide di frequentare l'accademia ESKA, la più importante accademia di skating della Spagna. 

## Episodi[3]
| Stagione       | Episodi | Prima TV originale | Prima TV Italia |
| -------------- | ------- | ------------------ | --------------- |
| Prima stagione | 20      | 2019               | 2019 - 2020     |

## Personaggi
- Noa, interpretata da Virginia Cárdenas e doppiata da Arianna Vignoli.
- Charly, interpretato da Diego Poch
- Raquel, interpretata da Carla Scirpo
- Lucas, interpretato da Beltrán Remiro
- Ruby, interpretata da Iratxe Emparán
- Minerva, interpretata da Olivia Catalá
- Joel, interpretato da Óscar Ortuño
- Bruno, interpretato da Manuel Baldé

## Trasmissione
In Spagna la serie è stata annunciata ad agosto 2018 attraverso un promo sulla pagina del sito ufficiale di Disney Spagna. La serie è stata poi presentata in anteprima su Youtube il 5 agosto 2019 con una piccola clip per poi iniziare ufficialmente il 28 settembre 2019. La serie è stata successivamente distribuita in Italia dal 9 dicembre 2019 al 23 gennaio 2020 su Disney Channel. In Portogallo su Disney Channel dal 2 luglio 2022 e nei Paesi Bassi sottotitolata sulla piattaforma streaming Disney + il 17 luglio 2024. Il 31 luglio 2024 sottotitolata nel Regno Unito su Disney +.